# Віллі Дюсков
Віллі Дюсков (нім. Willy Düskow, 19 століття — 20 століття) — німецький академічний веслувальник.
Бронзовий призер Олімпійських Ігор 1908 року в складі розпашної двійки без стернового.